# José Foralosso

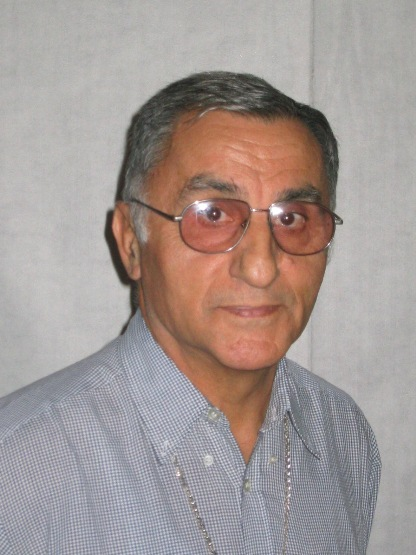
Bischof José Foralosso

Giuseppe "José" Foralosso SDB (* 15. März 1938 in Cervarese Santa Croce, Provinz Padua, Italien; † 22. August 2012 in Marabá, Pará, Brasilien) war ein italienischer Ordensgeistlicher und römisch-katholischer Bischof von Marabá.

## Leben
José Foralosso trat der Ordensgemeinschaft der Salesianer Don Boscos bei und studierte Philosophie in Brescia und Katholische Theologie an der Päpstlichen Universität der Salesianer in Rom. Nach einem Studium der Dogmatik wurde er in Moraltheologie promoviert. Foralosso empfing am 22. Dezember 1966 die Priesterweihe im brasilianischen Campo Grande.
Papst Johannes Paul II. ernannte ihn am 20. November 1991 zum Bischof von Guiratinga im Bundesstaat Mato Grosso. Der Erzbischof von Cuiabá, Bonifácio Piccinini SDB, spendete ihm am 15. Februar des nächsten Jahres die Bischofsweihe; Mitkonsekratoren waren Camillo Faresin SDB, emeritierter Bischof von Guiratinga, und Osório Willibaldo Stoffel OFM, Bischof von Rondonópolis. Sein Wahlspruch Ut vitam habeant („Damit sie das Leben haben“) entstammt dem Johannesevangelium (Joh 10,10 ).
Am 12. Januar 2000 wurde er zum Bischof von Marabá im Südosten des Bundesstaates Pará ernannt. Seinem Ruhestandsgesuch gab Papst Benedikt XVI. am 25. April 2012 statt. Er starb an den Folgen eines Schlaganfalls.